# (100625) 1997 UZ
(100625) 1997 UZ es un asteroide perteneciente a la familia de Agnia en el cinturón de asteroides, descubierto el 22 de octubre de 1997 por el equipo del Observatorio Kleť desde el Observatorio Kleť, České Budějovice, República Checa.

## Designación y nombre
Designado provisionalmente como 1997 UZ.

## Características orbitales
1997 UZ está situado a una distancia media del Sol de 2,780 ua, pudiendo alejarse hasta 3,088 ua y acercarse hasta 2,472 ua. Su excentricidad es 0,110 y la inclinación orbital 2,655 grados. Emplea 1693,09 días en completar una órbita alrededor del Sol.

## Características físicas
La magnitud absoluta de 1997 UZ es 15,3.